# 白令海始杜父魚
白令海始杜父魚，為輻鰭魚綱鮋形目杜父魚亞目杜父魚科的其中一種，為溫帶海水魚，分布於北太平洋白令海海域，棲息深度10-200公尺，本魚背部淡橄欖色，體有顯著的藍色、土黃色、洋紅色、橘色與粉紅色鞍狀斑、橫帶，胸部與腹面微白色，背鰭軟條有黃褐色或綠色寬橫戴且有淺藍色間隔，雌魚腹鰭微白色, 雄魚腹鰭藍黑色，體長可達17公分，棲息在底層水域，生活習性不明。